# S 92
Das Torpedoboot S 92 war das dritte bei den Schichau-Werken in Elbing gebaute Große Torpedoboot der Kaiserlichen Marine. Es wurde für das Etatjahr 1898 vom Reichsmarineamt zusammen mit elf Schwesterbooten bei der Schichau-Werft bestellt. S 92 wurde als Teil des Ostasiatischen Kreuzergeschwaders von Oktober 1900 bis März 1902 für die deutsche Kanonenbootpolitik in chinesischen Gewässern eingesetzt. Es zählte zum Typ Großes Torpedoboot 1898.

## Einsatz

### Auslandsdienst
Als Vergrößerung der deutschen und internationalen Flotten vor der chinesischen Küste im Kontext des sogenannten Boxeraufstandes schickte das Deutsche Reich drei der damals neuen Großen Torpedoboote nach Asien. Erster Kommandant des Bootes war Oberleutnant zur See Hans Zenker. Am 26. Juli 1900 liefen die als Hospitalschiff des Ostasiatischen Expeditionskorps fungierende Gera des NDL sowie die Torpedoboote S 90, S 91 und S 92 nach Ostasien aus. Ab dem 6. Oktober 1900 legte der Verband einen Zwischenstopp in Shanghai ein. Die Torpedoboote halfen der Linienschiffsdivision und dem Ostasiengeschwader bei der Kontrolle der chinesischen Küstengewässer und der Flussmündungen. Während ihres Einsatzes in Ostasien trugen die drei Boote statt des üblichen schwarzen Anstrichs einen weißen Tropenanstrich. Weitere klimabedingte Anpassungen waren Sonnensegel, Berieselungsanlagen, Kühlräume und Schlafgelegenheiten an Deck. Nach dem Ende des Krieges in China wurde S 92 zusammen mit S 91 wieder aus Ostasien abgezogen und trat am 6. März 1902 mit dem Großen Kreuzer Kaiserin Augusta die Rückreise an. Die Route zurück nach Deutschland verlief über Singapur, Colombo, Aden, Port Said und Messina. S 90 verblieb als Sicherungsschiff und Stationär im Pachtgebiet Kiautschou.

### Erster Weltkrieg
Ab dem 4. September 1914 führte S 92 die Kennung T 92 und wurde bis 1916 als Führungsboot von Minensuchbooten eingesetzt. Danach diente es in einer Vorpostenflottille der Nordsee und in der 3. Geleit-Halbflottille. Als Geleitfahrzeug war das Boot mit einem kleinen Minenräumgeschirr ausgerüstet.

### Verbleib
S 92 überstand den Ersten Weltkrieg ohne schwere Schäden und wurde kurzzeitig in die Reichsmarine übernommen.  Am 22. März 1921 wurde das Boot aus der Flottenliste gestrichen. Am 26. Mai 1921 folgte der Verkauf zum Abbruch nach Düsseldorf.